# Mamoru Shigemitsu
Mamoru Shigemitsu, född 29 juli 1887 i Mie i nuvarande Bungoōno, Ōita prefektur, Japan, död 26 januari 1957 i Yugawara, Kanagawa prefektur, Japan, var en japansk diplomat och politiker.

## Biografi
Shigemitsu föddes i vad som nu är en del av staden Bungoōno. Han utexaminerades från juridiska fakulteten vif Tokyos kejserliga universitet 1907. Efter första världskriget hade han ett flertal utländska diplomatiska uppdrag, bland annat i Tyskland, Storbritannien och en kort tid som konsul på japanska konsulatet i Seattle, Washington i USA.
Efter mukdenincidenten var Shigemitsu aktiv i olika europeiska huvudstäder i försök att minska oron efter japansk militär verksamhet i Manchuriet. Under första Shanghai-incidenten 1932, var han framgångsrik i att mobilisera hjälp av västerländska nationer till en vapenvila mellan Kuomintangarmén och den kejserliga japanska armén. Under en attack 29 april 1932 vid en födelsedagsfest i Shanghai för kejsar Hirohito blev han skadad och förlorade sitt högra ben, och fick gå med benprotes och stödkäpp under resten av sitt liv.
Shigemitsu blev senare ambassadör i Sovjetunionen, och 1938 förhandlade han fram en lösning av det rysk-japanska gränssammandrabbning på Changkufenghöjden. Han blev sedan Japans ambassadör i Storbritannien under en period av försämrade Anglo-japanska relationer, tills han återkallades hem i juni 1941.
Shigemitsu var starkt kritisk till Yosuke Matsuokas utrikespolitik, särskilt Tripartitepakten, som han varnade för att ytterligare förstärka antijapanska stämningen i USA. Han försökte förgäves att ordna direkta förhandlingar mellan premiärminister Fumimaro Konoe och USA:s president Franklin D. Roosevelt.
Shigemitsus försök att avvärja andra världskriget retade militaristerna i Tokyo, och bara två dagar efter attacken mot Pearl Harbor var han ur spel med en tid som ambassadör till den japanstödda ombildade regering i Kina. Den 20 april 1943 i ett drag som sågs som en tecken på att Japan skulle kunna förbereda sig för en kollaps av axelmakterna, avskedade Japans premiärminister Hideki Tojo  utrikesminister Masayuki Tani till förmån för Shigemitsu, som hade varit orubblig i sitt motstånd mot militaristerna. Han var alltså utrikesminister under den stora Östasienkonferensen. Från 22 juli 1944 till 7 april 1945 tjänstgjorde han som minister av Greater East Asia i Koisos regering och återigen en kort tid i augusti 1945 i Higashikuniregeringen.
Trots Shigemitsus välkända motstånd mot kriget,  och efter påtryckningar av Sovjetunionen, togs han i förvar av överbefälhavaren av de allierade makterna och hölls i Sugamofängelset anklagad för krigsförbrytelser och i den följande rättegången dömdes han av Internationella militärtribunalens för Fjärran Östern till 7 års fängelse. Han blev villkorligt frigiven 1950.
Efter utgången av ockupationen av Japan bildade Shigemitsu det kortlivade Kaishintopartiet, som fusionerades med Japans demokratiska parti 1954. I oktober 1952 valdes han till en plats i underhuset i Japans parlament, och 1954 blev han vice premiärminister under premiärminister Ichiro Hatoyama, ledare för Japans demokratiska parti. Detta kabinett fortsatte efter sammanslagningen av JDP och Liberala partiet som liberaldemokratiska partiet (LDP) 1955, och Shigemitsu fortsatte att hålla posten som vice premiärminister i Japan till 1956.
Shigemitsu tjänstgjorde även som utrikesminister från 1954 fram till 1956 under tre Hatoyamaministärer. Han representerade Japan vid Asian-African Conference som hölls i Indonesien 1955, vilken markerarde Japans första återkomst som deltagande i en internationell konferens sedan Nationernas Förbund. Året därpå, vände han sig till FN:s generalförsamling och garanterade Japans stöd för de grundläggande principerna i FN och formellt ansökete om medlemskap. Japan blev den 80:e medlem i FN den 18 december 1956. Shigemitsu reste också till Moskva 1956 i ett försök att normalisera de diplomatiska förbindelserna och lösa tvisten om Kurilerna. Besöket resulterade i den Sovjet-japanska förklaringen från 1956.